# 民族駅
民族駅（みんぞくえき）は台湾高雄市三民区にある台湾鉄路管理局（台鉄）屏東線の駅。屏東線の高雄市内地下新線切り替えで、新設された。高雄捷運黄線も将来的には当駅に乗り入れる計画が存在している。
周辺の道路名である「民族路」に由来する。

## 歴史
- 2009年6月26日 - 地下化工区起工[6]。
- 2018年10月14日 - 地下化区間開通とともに開業[7]。

## 駅構造
- 相対式ホーム2面2線の地下駅[8]。
- 高雄捷運の駅については仕様設計中[9]。

### のりば
| 地上 | 出入口 | 駅出口 |

| 地下 一階 | コンコース層 | コンコース、窓口、自動券売機、改札口、トイレ |

| 地下 二階 | 相対式ホーム、左側のドアが開く | 相対式ホーム、左側のドアが開く                    |
| 地下 二階 | 1番線                          | →■屏東線 屏東・潮州方面（科工館駅）→              |
| 地下 二階 | 2番線                          | ←■屏東線 高雄・縦貫線直通台南・嘉義方面（高雄駅） |
| 地下 二階 | 相対式ホーム、左側のドアが開く |                                                   |

## 利用状況
| 年   | 年間利用客数 | 年間利用客数 | 年間利用客数 | 年間利用客数 | 1日平均 | 1日平均 |
| 年   | 乗車         | 下車         | 乗降計       | 出典         | 乗車    | 乗降    |
| ---- | ------------ | ------------ | ------------ | ------------ | ------- | ------- |
| 2018 | 34,242       | 33,396       | 67,638       | [ 10 ]       | 433     | 856     |
| 2019 | 207,450      | 204,286      | 411,736      | [ 11 ]       | 568     | 1,128   |
| 2020 | 193,669      | 191,287      | 384,956      | [ 12 ]       | 529     | 1,052   |
| 2021 | 193,480      | 192,765      | 386,245      | [ 13 ]       | 530     | 1,058   |

## 駅周辺
- 台1線
- 長谷世貿聯合国大楼（中国語版）
- 幸福川（中国語版）
- 新興公園

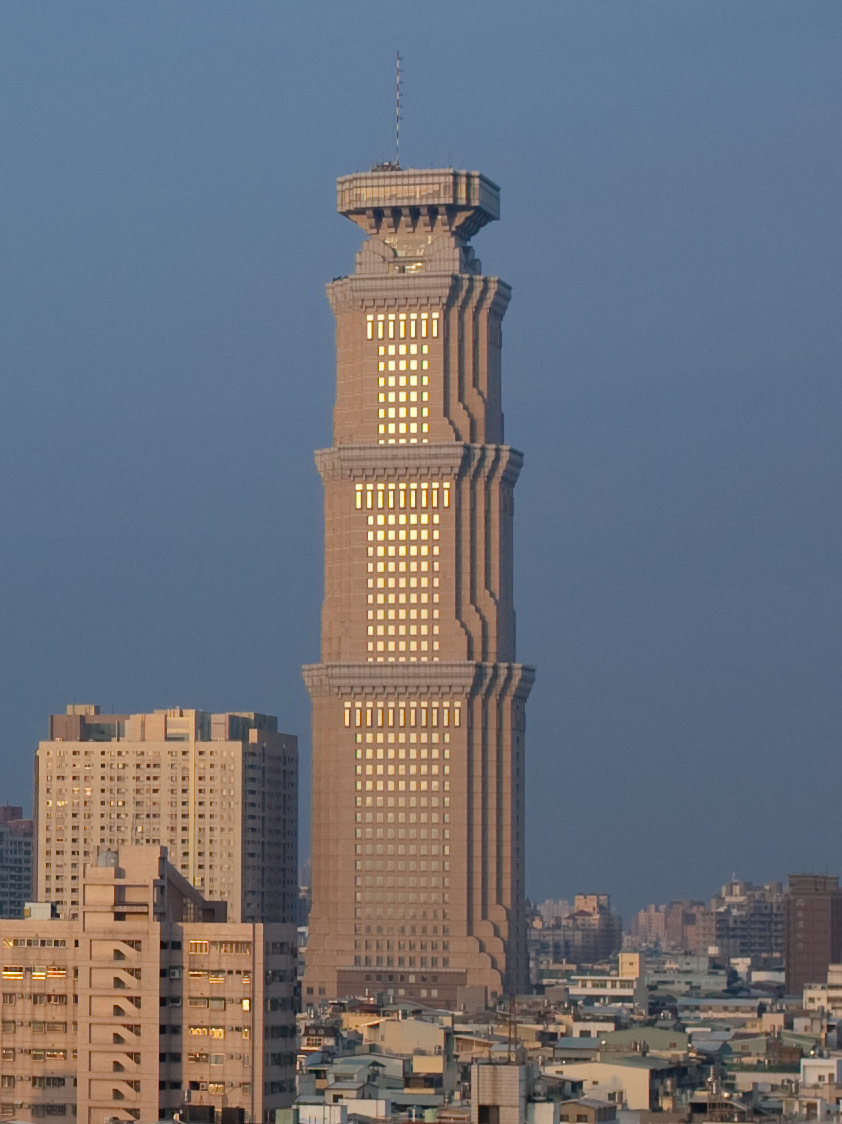
長谷世貿聯合国大楼

## 隣の駅
台湾鉄路管理局
屏東線
高雄駅 - 民族駅 - 科工館駅
高雄捷運
■黄線（建工民族線・計画中）
高医大駅（Y08） - 民族駅（Y09） - 信義国小駅（Y10）